# Sender Trebni Vrh
Der Sender Trebni Vrh ist eine Sendeanlage für Hörfunk auf einer Anhöhe neben der Autobahn A2 in Slowenien. Als Antennenträger kommt ein freistehender Stahlfachwerkturm zum Einsatz.

## Frequenzen und Programme

### Analoger Hörfunk (UKW)
| Frequenz (MHz) | Programm | RDS PS              | RDS PI | Regionalisierung | ERP (kW) | Antennendiagramm rund (ND)/gerichtet (D) | Polarisation horizontal (H)/vertikal (V) |
| -------------- | -------- | ------------------- | ------ | ---------------- | -------- | ---------------------------------------- | ---------------------------------------- |
| 88,9           | Radio 1  | RADIO_1_ / ENA_NM__ | 9357   | Dolenjska        | 0,3      | ND                                       | V                                        |